# Tottenham Hotspur Football Club
El Tottenham Hotspur Football Club (traducido al español: Club de Fútbol Espuelas Calientes de Tottenham), también conocido simplemente como Tottenham Hotspur o Spurs, es un club de fútbol con sede en el distrito de Tottenham, Londres, que compite en la Premier League de Inglaterra. Ejerció como local en el White Hart Lane hasta la temporada 2016-17, cuando este fue demolido para ser reconstruido por completo. En las temporadas 2017-18 y 2018-19 el estadio donde ejercieron de local fue Wembley y en ocasiones especiales juegan partidos allí. Su nuevo estadio, el Tottenham Hotspur Stadium se erigió en el mismo lugar donde se demolió el White Hart Lane, con capacidad para 65,000 espectadores e inaugurado el 3 de abril de 2019.
Fundado en 1882, el club ganó por primera vez la Football Association Cup en la edición 1900-01 siendo el único club en vencerla sin pertenecer a la Football League —máxima división del fútbol inglés hoy conocida como Premier League— desde que se inaugurase la categoría en 1888 (participaba entonces en la Southern League). Fue también el primer club del siglo xx en conseguir el doblete nacional de Liga y Copa durante la temporada 1960-61, y tras defender con éxito la F. A. Cup en 1962, se convirtió en el primer equipo británico en vencer una competición internacional de la UEFA, al conquistar la Recopa de Europa en 1963. Cerró su década más exitosa con otro título de la F. A. Cup en 1967. Posteriormente ganó la English Football League Cup (es. Copa de la Liga) en dos ocasiones, así como la edición inaugural de la Copa de la UEFA en 1972, por lo que fue el primer club británico en lograr dos trofeos europeos distintos. Sus éxitos continuaron con el devenir de los años y con su último campeonato de la E. F. L. Cup de 2008, registró una racha de seis décadas consecutivas con al menos un trofeo de las principales competiciones del país, logro sólo igualado por el Manchester United. En total, los «spurs» han ganado dos Campeonatos de Liga, ocho Campeonatos de Copa, cuatro Copas de la Liga y siete Community Shield (o Supercopas) en el apartado nacional, sumando un total de veintiún títulos, y una Recopa de Europa y tres trofeos de la Liga Europa de la UEFA (dos como Copa de la UEFA) en el panorama internacional.
En la temporada 2018-19 estuvo cerca de convertirse en el sexto club europeo en vencer las tres principales competiciones de la UEFA, pero fue derrotado en la final de la Liga de Campeones de la UEFA 2018-19 por el Liverpool.
El lema del club es Audere est facere (que significa Atreverse es lograrlo), y su emblema actual es un gallo de pelea sobre un balón de fútbol clásico. Mantiene una gran rivalidad con su vecino histórico, el Arsenal, club con el cual disputa el Derbi del Norte de Londres.

## Historia

### Fundación y Primeros Éxitos del Tottenham Hotspur (1882-1917)

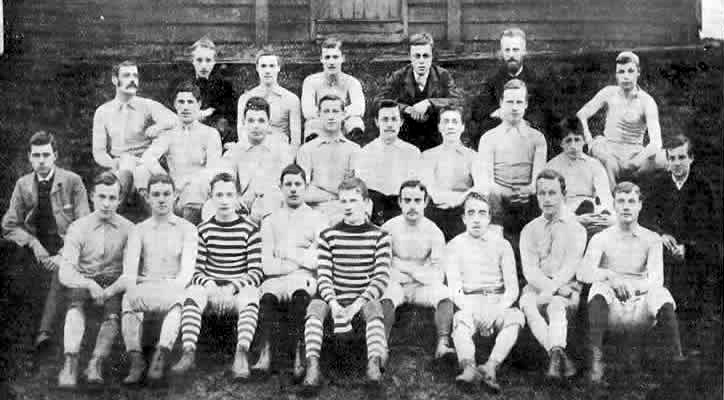
Primer y segundo equipo de los Spurs en 1885. En la foto se encuentra el presidente del club, John Ripsher, el capitán Jack Jull y Bobby Buckle.

El club nació el 5 de septiembre de 1882 bajo el nombre de Hotspur Football Club, formado al igual que la mayoría de las primeras entidades futbolísticas del Reino Unido por estudiantes de un colegio anglicano, que estuvieron liderados por Bobby Buckle. Los chicos, en su mayoría de entre 13 y 14 años, eran miembros del Hotspur Cricket Club, formado dos años antes, y crearon el equipo para practicar deporte durante los meses de invierno. Los miembros de ese grupo también pertenecían al Hotspur Cricket Club, de modo que crearon el equipo para practicar deporte durante los meses de invierno. Sin embargo, un año después pidieron ayuda a John Ripsher, el maestro de religión de la iglesia All Hallows Church, quien se convirtió en el primer presidente del club y en su tesorero. Ripsher colaboró con los chicos y los apoyó durante los años formativos del equipo, además de reorganizarlo y encontrar un local para este. En abril de 1884 el club pasó a denominarse Tottenham Hotspur Football Club para evitar confusiones con otro equipo existente en dicho momento, llamado London Hotspur.
Inicialmente, los chicos participaron en juegos amistosos con otros equipos locales. El primer partido del que se tiene registro tuvo lugar el 30 de septiembre de 1882 contra los Radicals, en el que Tottenham perdió 2–0. Su primera competencia fue la London Association Cup, en la que ganó 5–2 ante un equipo llamado St Albans, el 17 de octubre de 1885. Tras una serie de victorias, el club empezó a atraer el interés de la comunidad local por lo que la audiencia de sus partidos de local se incrementó, y para 1888 el equipo se mudó al Northumberland Park. En 1892 los Spurs jugaron por primera vez en una liga, la corta Southern Alliance. Tottenham pasó a ser un club profesional el 20 de diciembre de 1895 y en el verano de 1896 fue admitido en la primera división de la Southern League. Otro de los momentos clave del equipo se dio en 1898, cuando se convirtió en una sociedad de responsabilidad limitada. Poco después Frank Brettell se convirtió en el primer director técnico de los Spurs, y contrató a John Cameron, quien ocupó su posición cuando se fue del club tras un año.

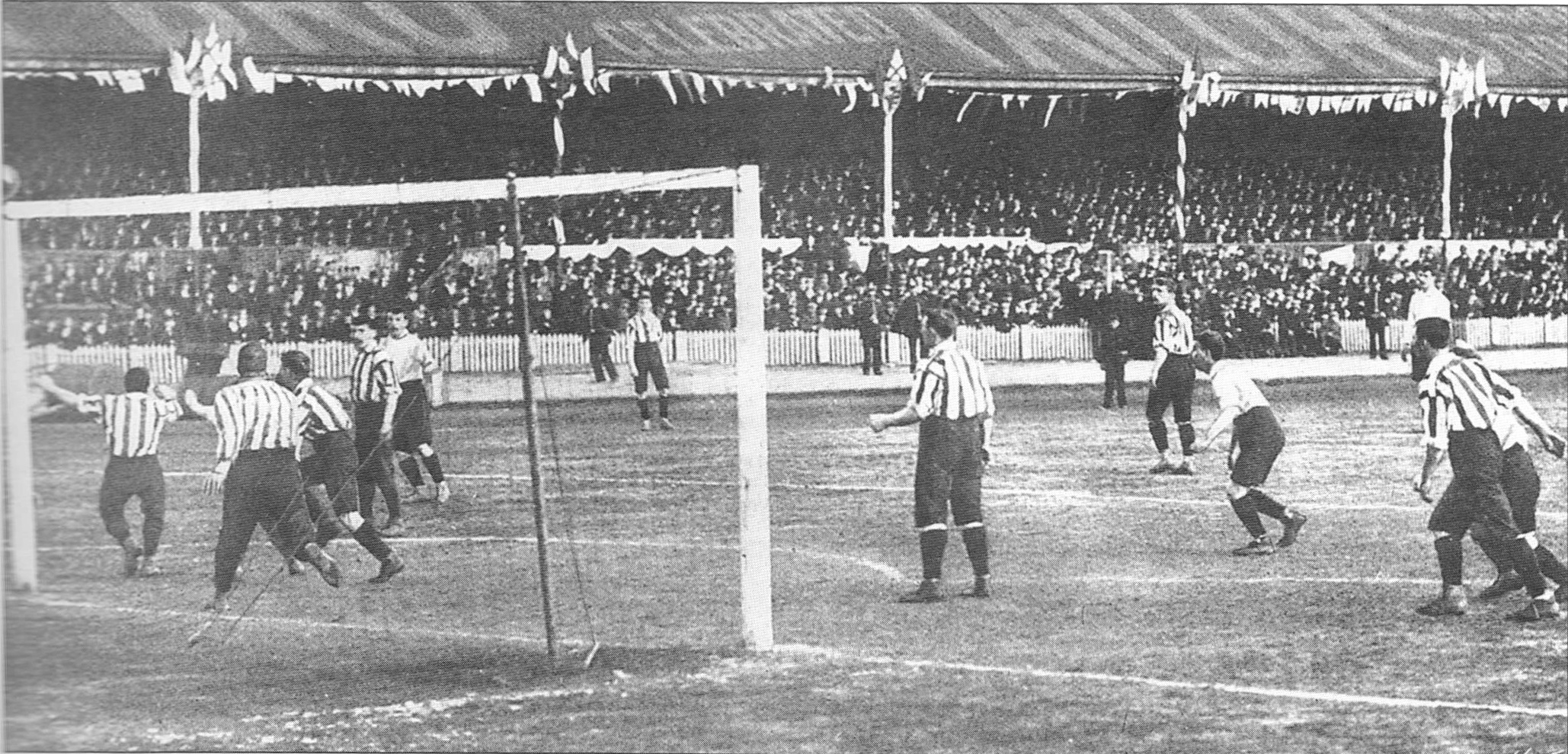
Sandy Brown (fuera de la foto) anotando el tercer gol para Tottenham Hotspur en la final de 1901 de la FA Cup, en el replay contra Sheffield United.

No fue hasta el año 1899 cuando los Spurs se trasladan al estadio White Hart Lane, conocido así por un local ubicado cerca del establecimiento deportivo. El Tottenham se benefició mucho con la creciente sindicalización de los futbolistas profesionales en la última década del siglo XIX. Tanto Cameron como Jack Bell, que anteriormente jugaban en el Everton F. C., llegaron al conjunto metropolitano como resultado de un conflicto causado por una antigua asociación de futbolistas profesionales. Como consecuencia directa de ello, en la temporada 1899-1900 el club se corona campeón de la Southern League, y el año siguiente logra conquistar la FA Cup por primera vez al vencer (luego de un empate 2-2 en cancha del Crystal Palace ante 110.820 espectadores) en el replay de la final, por tres goles a uno al Sheffield United en el Burnden Park. De esta forma, Tottenham se transforma en el único club inglés que ha ganado la máxima competencia de copa nacional sin jugar en las principales divisiones del país.
El club se mantuvo en esa división durante seis años antes de que el descenso golpeó, pero la promoción de nuevo se hizo esperar después de la ruptura de la Primera Guerra Mundial de 1914-1919. 

### Ascensos, Descensos y Primer Campeonato de Liga del Tottenham Hotspur (1918-1952)

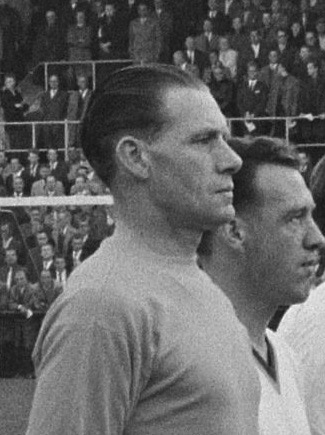
Ted Ditchburn fue crucial para el Tottenham Hotspur, ayudándolos a ganar su primer título de liga en 1951 con su habilidad y consistencia como portero.

Cuando el fútbol se reanudó en 1919, la Primera División se amplió de 20 a 22 equipos.
Una cifra récord de puntos de 70 (con dos puntos por victoria) vio a los Spurs de nuevo en la máxima categoría.
Al año siguiente, 1921, Tottenham ganó la FA Cup por segunda vez, venciendo al Wolverhampton Wanderers por un solo gol en Stamford Bridge.
El descenso se produjo siete años después y fue entonces cinco temporadas antes del ascenso como subcampeones se logró. En 1934 el edificio de la Grada Este fue terminado, justo a tiempo para el club a ser relegado de nuevo en 1935. Sin embargo, los 75.038 aficionados amontonados en el suelo para ver un empate FA Cup sexta ronda ante el Sunderland en 1938 para establecer un récord de asistencia en el estadio White Hart Lane, que nunca se romperá.
Un período de tiempo de guerra y estancamiento de los Spurs significaba que tenían que esperar hasta 1950 para recuperar su lugar en la Primera División y la mayor parte de ese equipo pasó a ganar el teo del Campeonato de Liga por primera vez en la historia del club en 1951 bajo la dirección de Arthur Rowe. Cua asumió el cargo de gerente, no podía soportar la presión y un jugador se acercó a tomar las riendas del club y llevarlo a una nueva era inolvidable. Ese hombre era Bill Nicholson y él hizo lo que el Tottenham es hoy.

### La Época Dorada y los Primeros Éxitos Europeos del Tottenham Hotspur (1953-1987)

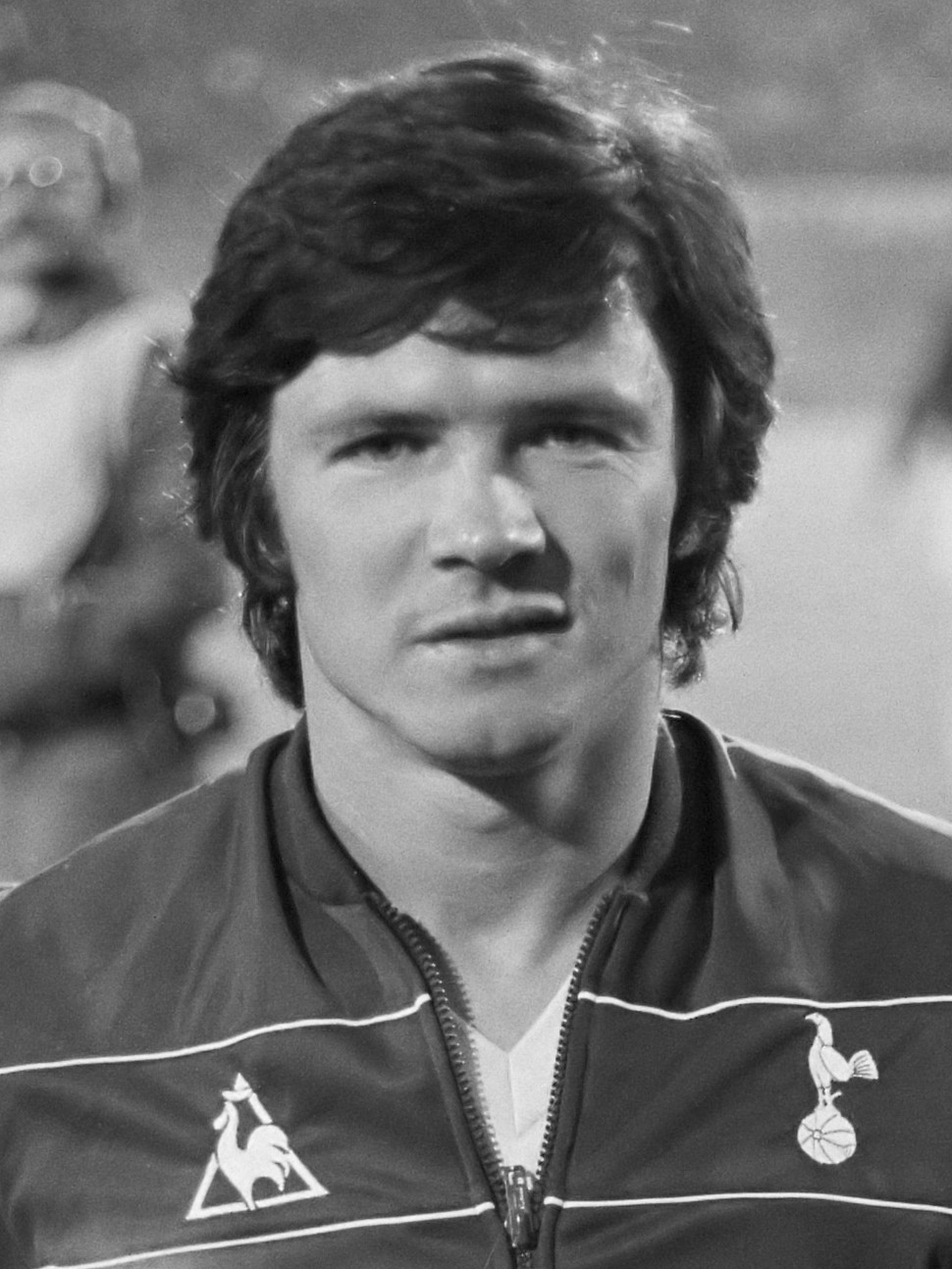
Steve Perryman es considerado uno de los jugadores más leales y exitosos en la historia del Tottenham Hotspur, con más apariciones en el primer equipo y múltiples títulos ganados con el club.

Era octubre de 1958 y los Spurs se enfrentaban a un partido en casa contra el Everton. No se esperaba mucho ese día, pero el Tottenham salió vencedor por 10 goles a 4. Fue el comienzo de un reinado de los spurs.
En 1960 todas las piezas estaban en su lugar y su logró más famoso estaba a punto de comenzar. Su asalto a la Liga comenzó de manera increíble y The lane se mantuvo invicto durante 16 partidos ganó la mayoría de partidos (31),y llegó a 50 puntos en 29 partidos - más rápido que cualquier otro equipo, los 115 goles de la temporada sigue siendo un récord del club, que igualó el récord de 66 puntos en una temporada, igualó el número de victorias en una temporada (33). Ganaron la liga por ocho puntos de distancia al Sheffield. Los spurs conseguirían el doblete venciendo en la final de FA Cup al Leicester city.

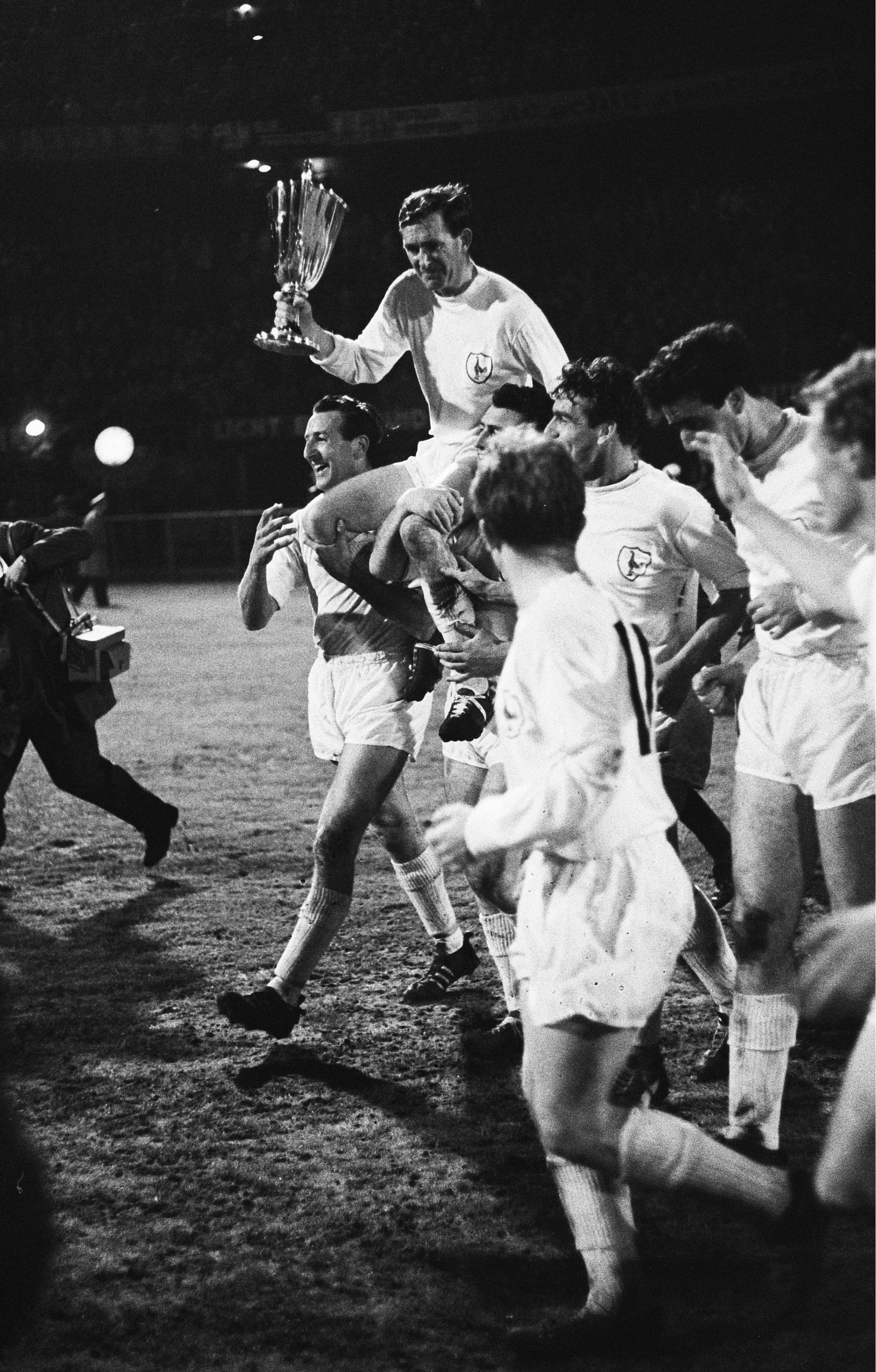
Danny Blanchflower con el trofeo de la Recopa de Europa en 1963.

En 1961 el club creyó poder repetir la hazaña en la participación en la Copa de Europa. En el partido de ida de la ronda preliminar celebrado en Polonia fueron sorprendidos por las condiciones en las que se encontraba tanto el ambiente como el terreno de juego. Perdieron el partido por 4-2 frente al Klub Sportowy Górnik Zabrze, pero en la vuelta en White Hart Lane superó ampliamente a los polacos con un 8-1. La temporada terminó cayendo entre dos aguas, ya que perdió ante el S. L. Benfica en las semifinales —club que a la postre logró revalidar el título frente al Real Madrid—, y acabó en tercer lugar en el campeonato doméstico tras el recién ascendido Ipswich Town —campeón y revelación del torneo— y el Burnley, pero logró vencer su cuarta F. A. Cup que le permitió disputar de nuevo una competición europea la temporada siguiente.
En 1963 llegaron a la final de la Recopa de Europa superando al Atlético de Madrid 5-1 en Róterdam, con el nuevo fichaje Jimmy Greaves en sus filas. El Tottenham se convirtió así en el primer club británico en ganar un trofeo europeo.
En 1967 los Spurs ganaron la FA Cup al Chelsea por 2-1.
En 1971 El Tottenham ganó su primera Football League Cup, venciendo en la final al Aston Villa por 2-0, con dos goles del mítico Martins Chivers.
Este título significó la vuelta del Tottenham a Europa, esta vez en la recién creada Copa de la UEFA. Se convirtió en el primer campeón de esta competición venciendo en la final al Wolverhampton Wanderers, la clave estuvo en el partido de ida, Chivers le dio la victoria a los spurs con 2 goles en la victoria en el Molineux por 1-2, en la vuelta en the lane terminó 1-1. Los Spurs se convertirían también en el primer club británico en ganar 2 trofeos europeos.
En 1972 volvería a repetir título de copa de la liga, venció 1-0 al Norwich city y se convirtió en el primer club inglés en ganar dos veces esta competición.
En 1974 el Tottenham volvería a jugar una final de Copa de la UEFA contra el Feyenoord. Esta vez tuvo un final amargo ya que los spurs perdieron su primera final por 2-4, además hubo unos incidentes en el campo de aficionados del Tottenham lamentables, que dejaban una mala imagen del cuadro londinense. Esto hizo que el mejor entrenador de la historia spurs Bill Nicholson renunciara en el cargo en 1976.
Terry Neill se hizo cargo del Tottenham, pero solamente duró una temporada, debido al descenso de los Spurs a segunda división. Keith Burkinshaw fue elegido nuevo técnico y consiguió la promoción a primera al primer intento.
La Copa Mundial de Fútbol de 1978 acababa de terminar y el Tottenham sorprendió con los fichajes de la escuadra campeona,
los argentinos Osvaldo Ardiles y Ricardo Villa se convirtieron en flamantes nuevos fichajes de los Spurs.
En 1982, consiguen la FA Cup por séptima vez en el año del centenario del club. Un año más tarde, el Tottenham se convierte en el primer club de fútbol en flotar las acciones en la Bolsa de Valores de Londres
En 1984, se consigue la Copa de la UEFA por segunda vez, venciendo en los tiros desde el punto penal al R.S.C. Anderlecht.
Este tottenham jugaba un fútbol que enamoraba a todo el mundo.
Contaba con jugadores de la talla de Glenn Hoddle, Osvaldo Ardiles, Steve Perryman, Paul Jennings, Steve Archivald.

### De la reconstrucción a la gloria internacional: el resurgir del Tottenham (1988-actualidad)
En 2001, llegó al club el ex seleccionador Glenn Hoddle, mientras que Daniel Levy fue elegido presidente tras adquirir la mayoría de acciones de la entidad. Teddy Sheringham, el héroe de la final de la Champions 1999, regresó al club procedente del Manchester United y se unió a los recién llegados Christian Ziege y Gustavo Poyet.
En 2002, se llega a la final de la Worthington Cup, en la primera temporada de Glenn Hoddle como mánager, pero perdió 2-1 ante el Blackburn Rovers en el Millennium Stadium de Cardiff. Jamie Redknapp firmó en abril por el club justo antes del fichaje por 7 millones de £ del delantero estrella irlandés, Robbie Keane, procedente del Leeds United, en agosto. Un año después, llegan al club Helder Postiga y Bobby Zamora. En septiembre, Glenn Hoddle deja el equipo, siendo sustituido de manera temporal por David Pleat.
En 2004, se formó una nueva estructura en el club: David Pleat se marchó en julio y llegaron al club Frank Arnesen, procedente del PSV Eindhoven, como director deportivo; Jacques Santini como entrenador en jefe, Martin Jol como primer asistente y Dominique Cuperly como preparador físico. Santini dimitió en noviembre y Martin Jol asumió el cargo de director técnico. En octubre, la Selección inglesa contó con tres Spurs (Jermain Defoe, Ledley King y Paul Robinson) por primera vez desde 1987.
A partir del año 2006, se llevaron a cabo una serie de exitosos fichajes que llevaron al club de nuevo al panorama europeo, entre ellos: Aaron Lennon, Michael Dawson, Dimitar Berbatov, Didier Zokora, Benoit Assou-Ekotto, Pascal Chimbonda, y Steed Malbranque. Sin embargo, el talentoso mediocentro Michael Carrick se marchó al Manchester United.
En 2007, llegaron al club Gareth Bale y Darren Bent, mientras que al director técnico Martin Jol se le pidió que dimitiese junto al entrenador Chris Hughton. Le sustituyó Juande Ramos, procedente del Sevilla F. C. español, con sus ayudantes Marcos Álvarez y Gustavo Poyet, ex del club.
El 2008 tuvo un comienzo magnífico para el Tottenham. Primero vino la gran victoria ante el Arsenal por 5-1 y la posterior victoria frente al Chelsea por 2-1 para levantar la League Cup en el estadio de Wembley. Era el primer título de los Spurs en nueve años. Los jugadores David Bentley, Heurelho Gomes, Luka Modrić, Roman Pavlyuchenko y Giovani dos Santos fueron las exitosas nuevas incorporaciones, mientras que Harry Redknapp tomó el relevo de Juande Ramos en el banquillo en octubre de 2008 tras unos malos resultados en el arranque de la Premier.
En enero de 2009, llegó al club Wilson Palacios, y regresaron Robbie Keane y Jermain Defoe.

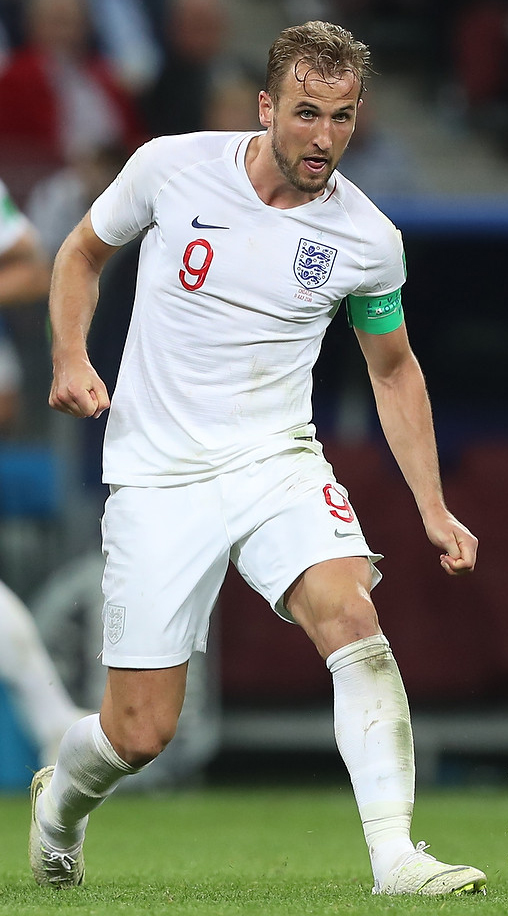
Harry Kane, máximo goleador histórico del club.

En el año 2010, y después de casi 50 años, el club logró a clasificarse para la Liga de Campeones de la UEFA (por entonces llamada Copa de Europa). Una clasificación que se concretó en las últimas jornadas de la Premier League 2009-10 con la victoria lograda frente al Manchester City con gol de Peter Crouch. Este éxito propició la renovación del entrenador, Harry Redknapp, hasta 2013.
La temporada 2010-2011 comenzó con la previa de la Champions frente al conjunto suizo del Young Boys. En el partido de ida los suizos pusieron en peligro la continuidad de los Spurs en esta competición, ya que en la primera media hora ganaban 3-0, pero los Spurs lograron recortar el marcador y acabaron con 3-2 en contra. La vuelta fue diferente y el Tottenham ganó por un 4-0 en White hart Lane, con hat-trick de Peter Crouch.
Los Spurs compartieron grupo con el actual campeón, el Inter de Milán, Werder Bremen y F. C. Twente. En la tercera jornada visitaron San Siro para medirse con el Inter y perdieron 4-3 a pesar de que Gareth Bale logrará marcar tres goles en la segunda parte. En la vuelta en White Hart Lane, otro gran partido de Gareth Bale sí permitió a los Spurs vencer 3-1. Finalmente, pasaron a octavos de final de la Champions como primeros de grupo tras derrotar por 3-0 al Werder Bremen.
El Tottenham se vengó de su rival, el Arsenal Football Club, que les apeó de la Carling Cup, con una victoria importante en el Emirates Stadium por 2-3 en la Premier League.
El 15 de febrero de 2011, los Spurs lograron ganar al A. C. Milan, por 0-1 con gol de Peter Crouch tras jugada de Aaron Lennon y, el 9 de marzo del mismo año lograron conseguir el paso a los cuartos de final de este competición tras el 0-0 del partido de vuelta. El Real Madrid acabaría con el sueño de los londinenses, que quedarían eliminados al perder por 4-0 en el Estadio Santiago Bernabéu, donde fue clave la temprana expulsión de Peter Crouch; y en la vuelta, por 0-1, con gol de Cristiano Ronaldo.
En la Premier, los Spurs pelearon hasta las últimas jornadas por la 4.ª plaza, pero finalmente una derrota contra el Manchester City por 1-0 les dejó sin opciones de volver a jugar la Liga de Campeones. En la penúltima jornada se enfrentarían al Liverpool, por la única plaza de UEFA Europa League en un partido donde a los Spurs solo les valía la victoria y finalmente lograron imponerse por 0-2 en Anfield, con goles de Rafael van der Vaart y Luka Modrić.
En verano de 2011, llegaron al club 3 importantes fichajes: el portero veterano estadounidense Brad Friedel, el centrocampista Scott Parker y el delantero Emmanuel Adebayor.
Por otra parte dejarían el club 7 jugadores, de los que destacan dos nombres que dejaron huella en White Hart Lane: el excapitán Robbie Keane, quién fichó por Los Ángeles Galaxy; y el gigantón Peter Crouch, delantero canterano que se marchó al Stoke City, mismo equipo en el que recalaron Wilson Palacios y Jonathan Woodgate, quienes también se vestirán de potters. Por otra parte, los jugadores Alan Hutton y Jermaine Jenas ficharon por el Aston Villa, este último en calidad de cedido, y finalmente David Bentley también dejó el club para vestir la camiseta del West Ham United en calidad de cedido. La mayor alegría para la afición del Tottenham fue la continuidad del mago croata Luka Modrić en el equipo.
Los londinenses finalizaron cuartos en la Premier League 2011-12, pero no pueden volver a la Champions porque el Chelsea Football Club, como ganador de la máxima competición continental, defendió el título a pesar de no haber conseguido plaza inicialmente (fue 6.º en la Liga).

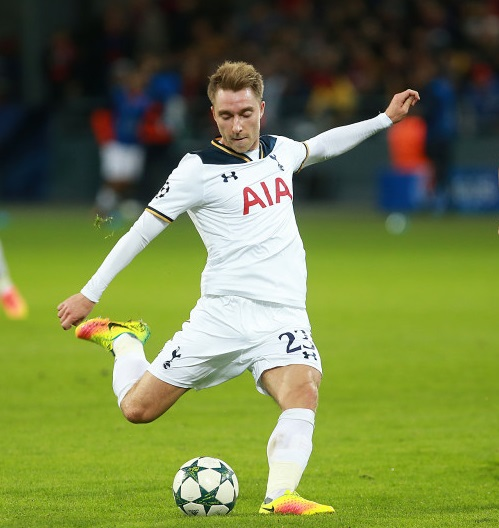
Christian Eriksen, uno de los referentes del equipo en los años 2010.

El 14 de junio de 2012, se anuncia que Harry Redknapp abandona su cargo en los Spurs, una noticia sorprendente porque previamente ambas partes habían renovado su contrato y porque Redknapp era el técnico más exitoso del club en la última década. André Villas-Boas sería su sustituto y ocuparía el banquillo del Tottenham los próximos tres años. En su primera campaña al frente del equipo de White Hart Lane, los londinenses lucharon hasta el final por la 4.ª plaza de la Premier League 2012-13 que da acceso a la Liga de Campeones, pero finalmente tuvieron que conformarse con la 5.ª posición, logrando su récord particular de puntuación (72 puntos) y siendo la primera vez que tal suma no basta para acceder a la máxima competición europea.

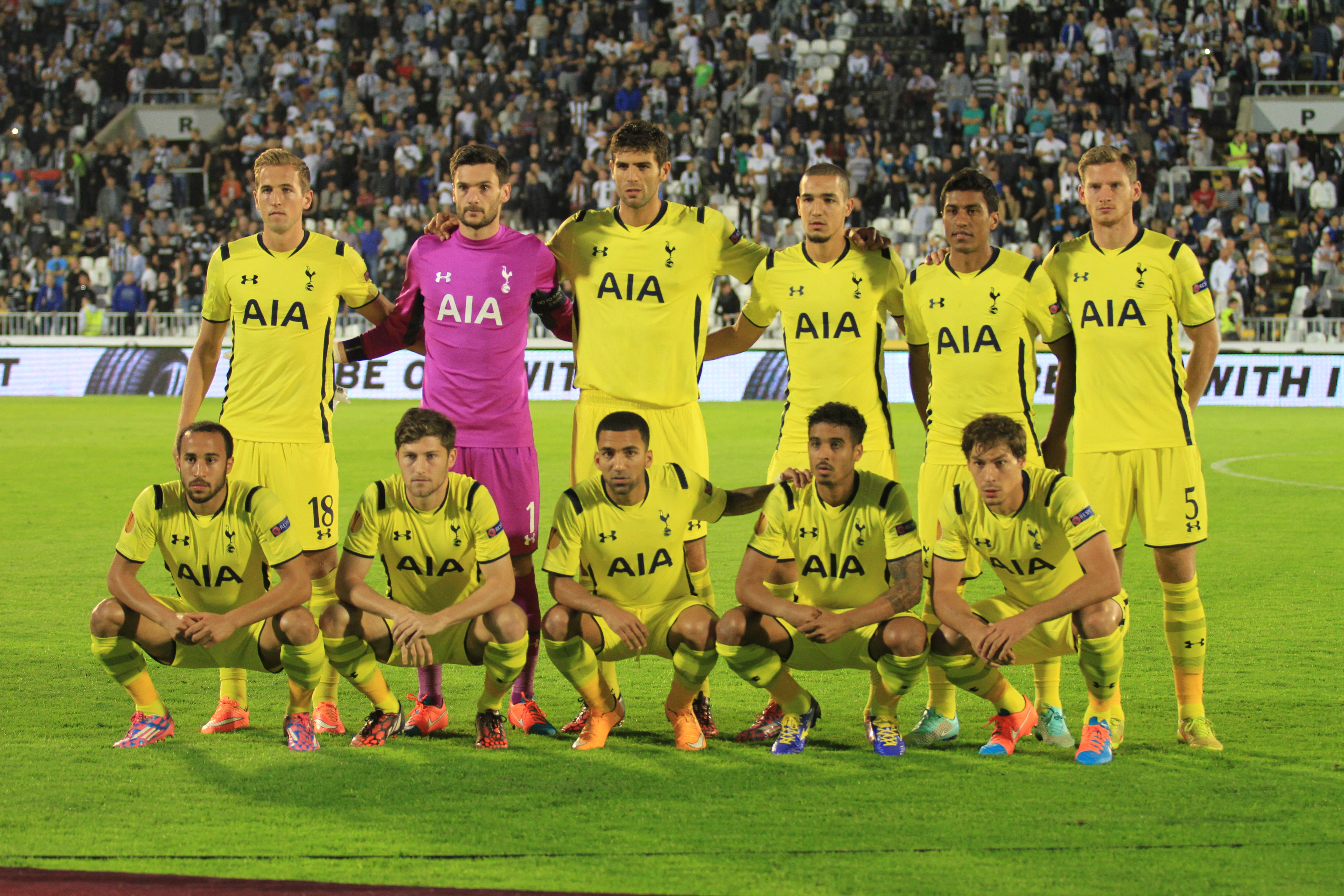
Plantilla del Tottenham Hotspur en 2014.

En verano de 2013, se produjo el traspaso de la gran estrella de los Spurs Gareth Bale al Real Madrid por unos 91 millones de euros. Con este dinero, el Tottenham adquirió a futbolistas como Erik Lamela y Roberto Soldado. La temporada 2013-14 comenzó bien, ya que el equipo ocupaba las posiciones nobles en las 10 primeras jornadas. Sin embargo, las derrotas ante los equipos punteros pesaron y, al recibir una severa goleada a manos del Liverpool (0-5) que dejaba al Tottenham en 7.º lugar después de 16 partidos en el campeonato, André Villas-Boas fue cesado como entrenador. Su hasta entonces asistente, Tim Sherwood, fue confirmado como nuevo máximo responsable del primer equipo hasta 2015 después de una jornada a prueba. El equipo concluyó el campeonato en 6.º puesto, lo que le permite clasificarse para la Liga Europa. Pero eso no bastó a los dirigentes del club, que optaron por no seguir con Tim Sherwood como técnico y se hicieron con los servicios de Mauricio Pochettino para la temporada 2014-15.
En la temporada 2014-15 finalizó como quinto, clasificando así a la Liga Europa 2015-16.

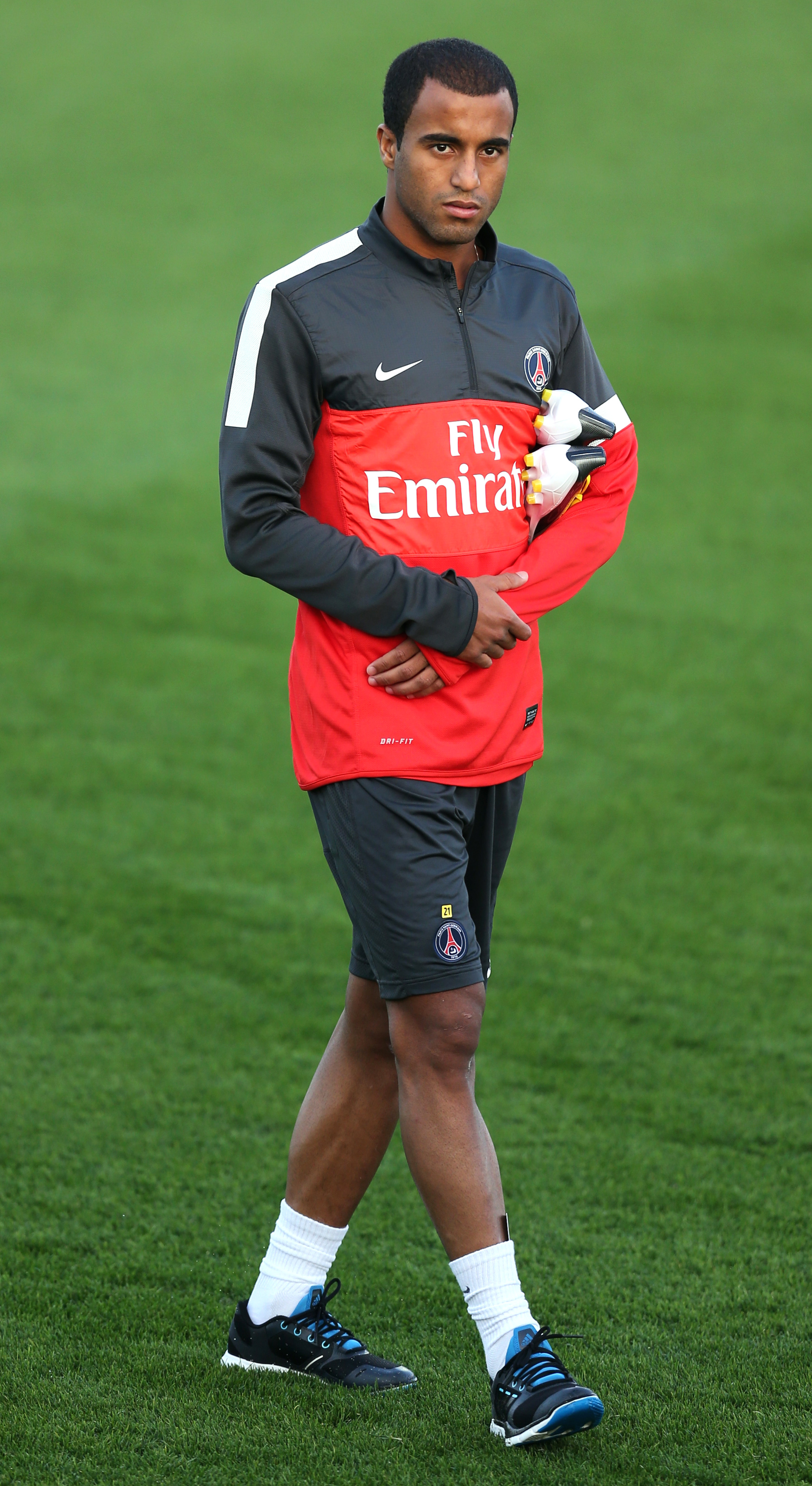
Lucas Moura, autor de un histórico hat-trick (Frente al ajax) que llevó al club a su primera final de la Liga de Campeones.

En su segunda temporada, el conjunto de Mauricio Pochettino tuvo una gran mejora obteniendo el tercer lugar al finalizar la campaña. Pese a que peleaba el título con el Leicester City, se dejó desplazar de la segunda plaza en la última fecha, al caer 5-1 frente al ya descendido Newcastle United mientras que su rival el Arsenal F. C. goleó 4-0 al Aston Villa. Se clasificó luego de 5 años a la Liga de Campeones 2016-17.
Al empezar el verano del 2016, deciden comprar al keniata Victor Wanyama y al francés Moussa Sissoko para la temporada 2016-17, en la que terminó en segunda posición, por detrás del Chelsea F. C. Tuvo como figuras a Harry Kane, quien obtuvo la Bota de Oro con 29 goles, y los mediocampistas Dele Alli y Christian Eriksen.

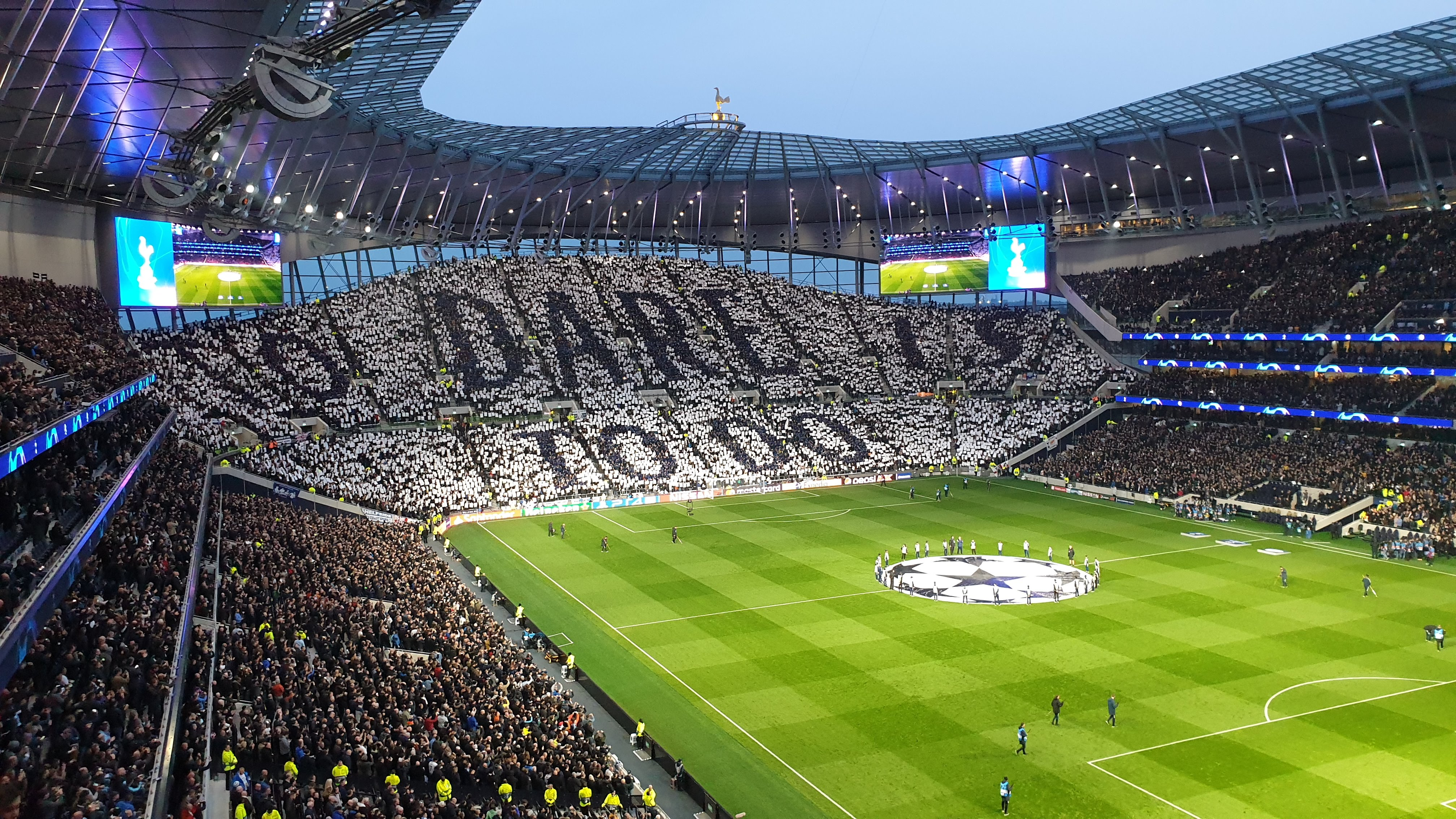
Aficionados de los Spurs mostrando el lema del club "To Dare Is to Do" («Atreverse es hacer» en español) en la grada Sur del Tottenham Hotspur Stadium antes de los cuartos de final de la UEFA Champions League contra el Manchester City el 9 de abril de 2019.

En la siguiente temporada, el club londinense compra al colombiano Dávinson Sánchez y al francés Serge Aurier para reforzar la plantilla del Spurs. Inicio una campaña de una forma irregular, haciéndose fuerte de visita y cediendo puntos de local como los empates frente al Burnley Football Club (1-1), Swansea City (0-0) y su derrota en Wembley frente al Chelsea F. C. (1-2). Finalizó la temporada en el tercer lugar de la clasificación, con 77 puntos. Finalmente, Harry Kane no pudo obtener su tercera bota de oro de forma consecutiva pese a sus 30 goles anotó a lo largo de la competición.
En la temporada 2018-19, el equipo realizaría una campaña histórica en la Champions League. Tras haber clasificado a la fase eliminatoria como segundo en su grupo (pues el F. C. Barcelona fue quien clasificó como primero en dicho grupo), en la próxima instancia, los spurs eliminarían al Borussia Dortmund en octavos de final y al Manchester City F. C. en cuartos de final en lo que sería una serie polémica debido al VAR. El equipo alcanzaría las semifinales en las que se enfrentaría al Ajax de Ámsterdam, una de las sorpresas de la competición.
Los spurs perdieron el partido de ida en condición de local por 0-1. El 8 de mayo de 2019, se disputaría el partido de vuelta en los Países Bajos. El equipo inglés tuvo un mal desempeño en el primer tiempo y se fueron al descanso con un 2-0 a favor del local (resultado global de 3-0). Sin embargo, en el segundo tiempo el equipo mejoró el juego. El jugador brasileño Lucas Moura sería una pieza clave, pues convierte un gol tras 10 minutos del segundo tiempo y 4 minutos después, casi inmediatamente, convierte uno más, dejando a los spurs a un gol de la clasificación a la final (debido a la regla del gol visitante, más allá de un empate 3-3 en el global, el Tottenham podía clasificarse si convertía sus 3 goles como visitante). Es entonces que en el minuto 90+6, Lucas Moura una vez más, marca el gol agónico de la victoria, logrando un triplete histórico que clasificaría a los Spurs por primera vez en su historia a la final de la Champions League. La final la jugaría ante otro equipo inglés, el Liverpool con quien perdería 0-2.
Tras la dolorosa derrota en Champions League, el club inicio la temporada 2019-20 con un trágico rendimiento pues en 12 jornadas de la Premier League ocupó el 14.º lugar con tan solo 3 victorias, 5 empates y 4 derrotas. En la Carabao Cup fueron sorprendidos y eliminados en penales por el Colchester United de cuarta división en Tercera Ronda, estos pésimos resultados provocaron que la directiva tome la decisión de terminar el contrato con Mauricio Pochettino el 19 de noviembre de 2019, de está forma uno de los entrenadores que llevó a los Spurs a 4 de las últimas Champions League finalizaba su ciclo en el equipo.
Un día después de destituir a su entrenador fue anunciado José Mourinho como nuevo entrenador, con Mou el club culminó en el 6.º lugar de la Premier League, lo que provocó que se clasificará a la Liga Europa de la UEFA 2020-21 tras 5 años de ausencia. En la FA Cup fueron eliminados por el Norwich City en Octavos de final por penales.
Al curso siguiente los Spurs tuvieron un inicio muy regular logrando en varias jornadas el liderato de la Premier League durante las jornadas 9 a la 12, sin embargo el club atravesó varias irregularidades en las siguientes jornadas lo que provocó que el club culmine en la 7.ª posición, la peor campaña desde la temporada 2008-09; en la Carabao Cup fueron derrotados en la final ante el Manchester City por 1-0, en la FA Cup fueron nuevamente eliminados en Octavos de final aunque esta vez ante el Everton por 5-4. Pero sin duda un verdadero fracaso fue la UEFA Europa League a pesar de haber superado la fase de grupos como líder y eliminar en dieciseisavos de final al Wolfsberger AC de Austria, cayeron sorprendentemente ante el Dinamo de Zagreb en Octavos de final a pesar de haber ganado en Londres por 2-0 fueron remontados en Croacia por 3-0 y eliminados. Esta pésima temporada provocó la destitución de José Mourinho como entrenador el 19 de abril de 2021.
En la temporada 2020-21, el Tottenham se convierte en el primer representante inglés para la nueva competición de la UEFA, la UEFA Europa Conference League, al terminar la liga en el 7° puesto y acaba eliminando al F. C. Paços de Ferreira en el Play-Off, aunque no supera la Fase de grupos debido a un brote de Covid-19 que no le permité disputar el último partido ante el Stade Rennes partido que la UEFA da por victoria del club francés por 3-0 ante la imposibilidad de reprogramarse, esto provocó que el Vitesse Arnhem clasifique al ganar su partido. El nuevo entrenador, Antonio Conte llevó al Tottenham a la cuarta posición en su primera temporada.
En la temporada 2024-25, a pesar de realizar una temporada doméstica desastrosa al terminar en 17.ª posición, el 21 de mayo de 2025 consigue  frente al Manchester United ganar su 3.ª Europa League en San Mamés por primera vez desde 1984, accediendo de esta forma a la Liga de Campeones de la siguiente temporada, además de romper una sequía de 17 años sin ganar un título.

## Símbolos

### Historia y evolución del escudo

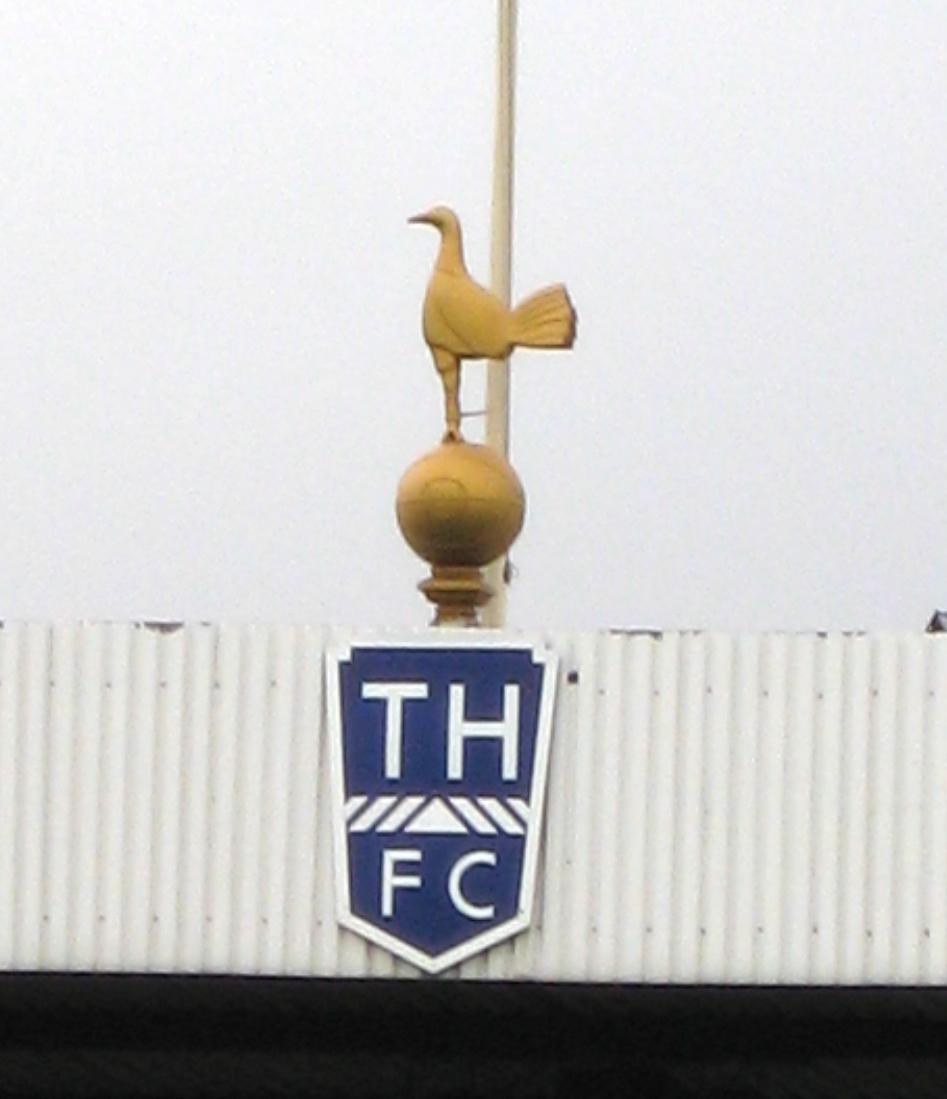
El símbolo de cobre del Tottenham en la marquesina de la tribuna oeste de White Hart Lane.

En 1921 el club estrenó por primera vez un escudo representativo. Con motivo de la final de la FA Cup de 1921 las camisetas del equipo presentaban un escudo con el motivo de un gallo. Debido al éxito, se conservó como una característica permanente en su uniforme. Se cree, debido a las pocas fuentes de la época al respecto, que el origen de dicha representación se debe a que Harry Hotspur, que da nombre al club, recibió el apodo de Hotspur porque clavaba las espuelas para que su caballo fuera más rápido cuando cargaba en las batallas, y se asocian con los gallos ya que los gallos de pelea tienen espuelas (en. Spurs, el cual es el apodo del club). Un antiguo jugador llamado William James Scott hizo un molde de bronce de un gallo de pie sobre un balón de fútbol y la colocaron en la parte superior de la tribuna oeste al final de la temporada 1909-10. Desde entonces, el emblema del gallo y el balón se ha convertido en parte de la identidad del club.
Desde entonces pasó por varias actualizaciones y evoluciones, siempre con el citado distintivo presente. No fue hasta 1966 cuando se añadió un balón junto al gallo, el cual tras desaparecer del escudo durante varios años, reapareció en el año 1997.
Entre 1956 y 2006, los Spurs utilizaron un escudo heráldico de imitación en el que aparecían varios puntos de referencia y asociaciones locales. El castillo es el de Bruce, a 400 metros del terreno, y los árboles son las Siete Hermanas. En el escudo figuraba el lema latino Audere Est Facere (atreverse es hacer).
En 1983, para evitar el merchandising "pirata" no autorizado, se modificó el escudo del club añadiendo los dos leones heráldicos rojos que flanquean el escudo (que procedían de las armas de la familia Northumberland, de la que Harry Hotspur era miembro), así como el pergamino del lema. Este dispositivo apareció en las equipaciones de los Spurs durante tres temporadas, de 1996 a 1999.
En 2006, con el fin de renovar y modernizar la imagen del club, el escudo y la insignia del club fueron sustituidos por un logotipo/emblema diseñado por profesionales. El club afirmó que había abandonado el nombre del club y que solo utilizaría el logotipo renovado en las equipaciones de juego. En noviembre de 2013, el Tottenham obligó al club, Fleet Spurs F.C., a cambiar su escudo porque su nuevo diseño era "demasiado similar" al escudo del Tottenham.

## Rivalidades

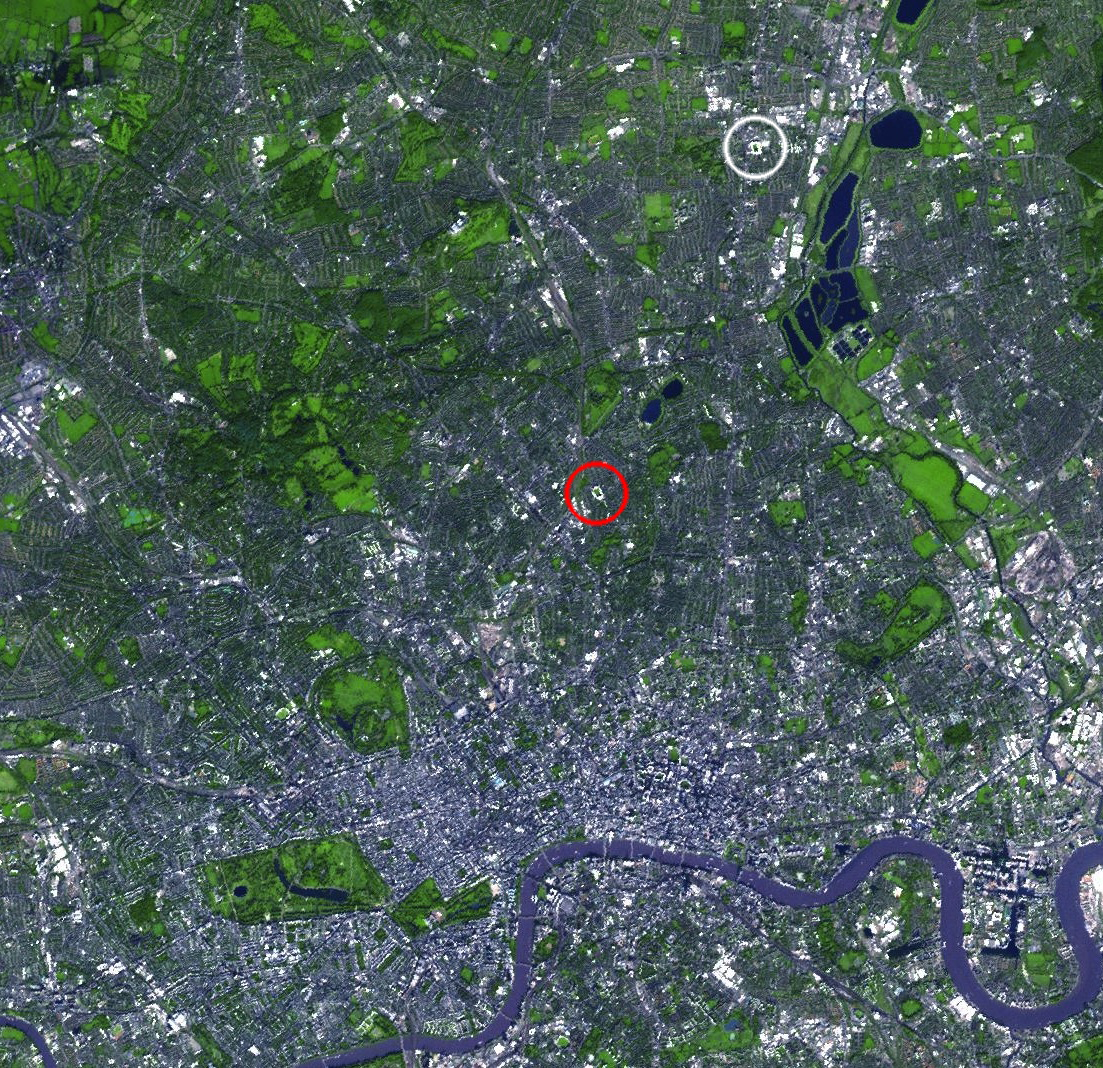
Imagen satelital de Londres donde se muestra la situación de la sede de los clubes. En rojo, el Arsenal, y en blanco, el Tottenham.

Posee una gran rivalidad con su vecino histórico, Arsenal Football Club, club con el cual disputa el Derbi del Norte de Londres. La rivalidad entre ambos clubes comenzó en 1913, cuando Arsenal se trasladó desde el Manor Ground, Plumstead al Arsenal Stadium, Highbury, justo a cuatro millas del estadio de Tottenham White Hart Lane; convirtiéndose así en los más cercanos vecinos siendo, por ende, un sitio natural para crearse una rivalidad. Los dos equipos eran conocidos como los clubes del "Norte de Londres" (Tottenham estaba técnicamente localizado en Middlesex, que se incorporó al Gran Londres en 1965) en un amistoso previo a la Guerra el 22 de agosto de 1914 en White Hart Lane. En ese momento Arsenal estaba en la Segunda División y Tottenham en Primera, Arsenal ganó 5-1.
El Tottenham también mantiene una fuerte rivalidad con el Chelsea, otro club londinense con sede en el suroeste de la ciudad. El primer encuentro entre ambos equipos lo ganaron los azules el 18 de diciembre de 1909 (2-1). Sin embargo, el primer encuentro importante se produjo al final de esa misma temporada 1909-10, cuando el Tottenham y el Chelsea se enfrentaron en la última jornada de liga, donde ambos equipos afrontaban el descenso a la división inferior. Los Spurs ganaron 2-1 y aseguraron su permanencia, mientras que el Chelsea descendió. La rivalidad entre ambos se hizo más intensa en 1967, cuando se enfrentaron en la final de la FA Cup. El Tottenham ganó el partido contra un Chelsea que jugaba su primera final desde 1915 (2-1). Los partidos entre los dos equipos a menudo atraían una gran asistencia y, a veces, terminaban en enfrentamientos violentos entre los aficionados.
El Tottenham también tiene una rivalidad, aunque menos intensa e importante que las que tiene con el Arsenal y el Chelsea, con el West Ham United. Esta pugna se debe principalmente a que ambos equipos son clubes londinenses, ya que el Tottenham está en el norte y el West Ham en el este. Las dos plantillas se enfrentaron por primera vez el 3 de septiembre de 1898 y el Tottenham ganó por 3-0. La rivalidad creció durante la década de 1980, cuando la policía londinense se vio obligada a vigilar los partidos entre ambos clubes porque la relación entre las aficiones se había vuelto demasiado hostil.

## Uniforme
En la fundación del club el uniforme estaba compuesto por camisa y medias azul oscuro y calzones blancos. En sus primeros años, el club no tenía colores oficiales y cambiaba de camiseta con bastante regularidad. En 1899, los jugadores del Hotspur optaron por el blanco y el azul marino, por varias razones: en homenaje al Preston North End, los éxitos registrados entonces (Southern Football League en 1900, FA Cup en 1901) y la necesidad de hacer una elección fija para los siguientes colores de la camiseta del Tottenham. El color de los calcetines ha variado entre el blanco y el azul. Además, en los partidos a nivel internacional, el Tottenham tiene la costumbre de llevar ropa totalmente blanca desde la década de 1960.
En los primeros años, las equipaciones del Tottenham cambiaban con frecuencia. La primera equipación del club, entre 1883 y 1884, era totalmente azul con pantalones blancos. En 1884, cambió la combinación a celeste y blanco. Se mantuvo en uso hasta 1889, cuando se cambió el celeste por el azul marino. La camisa roja y el pantalón azul marino se utilizaron entre 1890 a 1896. Después, la camiseta se cambió por una de rayas de color marrón, pero los pantalones siguieron siendo del mismo color. Este traje se usó hasta 1898, cuando se adoptó la actual combinación de colores.
La equipación visitante del club ha cambiado varias veces. Sin embargo, la más común era la combinación de camisa azul marino y pantalón blanco, que se llevó, por ejemplo, durante la mayor parte de los años 50 y 60. La camiseta amarilla también se usa desde hace muchos años.
| Primero | (Ver evolución) | Actual |

## Infraestructura

### Tottenham Hotspur Stadium

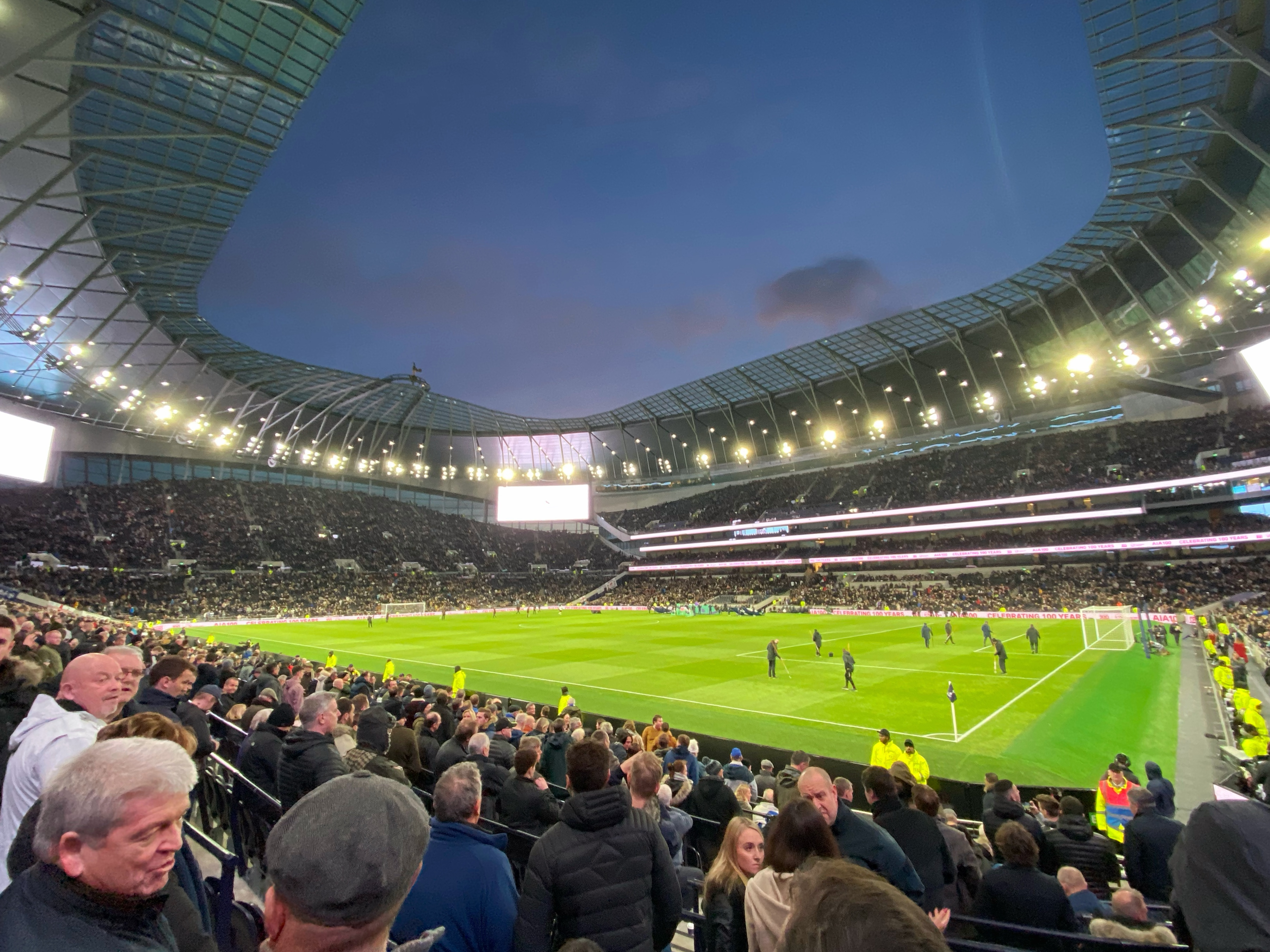
Tottenham Hotspur Stadium.

Actualmente, el Tottenham Hotspur juega como local en el Tottenham Hotspur Stadium, construido en el mismo lugar que su predecesor, White Hart Lane. Tottenham Hotspur Stadium, cuenta con una capacidad para 65,000 espectadores, lo que le convierte en el séptimo estadio más grande del Reino Unido y el tercero de la Premier League, solo por detrás de Old Trafford y el Estadio Olímpico de Londres. Está diseñado para ser un estadio polivalente y cuenta con el primer campo de fútbol divisible y retráctil del mundo, que deja al descubierto un campo de césped sintético debajo para los Juegos de la NFL de Londres, conciertos y otros eventos.
La construcción del estadio se inició como pieza central del Proyecto de Desarrollo de Northumberland, destinado a ser el catalizador de un plan de regeneración de 20 años para Tottenham. El proyecto abarca el terreno del ya demolido White Hart Lane y las zonas adyacentes. El proyecto se concibió por primera vez en 2007 y se anunció en 2008, pero el plan se revisó varias veces, y la construcción del estadio, acosada por disputas y retrasos, no comenzó hasta 2015. Posteriormente, el estadio se inauguró el 3 de abril de 2019 con una ceremonia antes del primer partido de la Premier League celebrado en el estadio.

### White Hart Lane
White Hart Lane era el recinto oficial del Tottenham y tenía una capacidad de 35,000. El estadio estaba situado en la zona de Tottenham en el norte de Londres, Inglaterra. El estadio fue demolido después del final de la temporada 2016-17.
El estadio, que era conocido entre los aficionados de los Spurs como The Lane, también había sido seleccionado para los partidos de la selección de fútbol de Inglaterra y los partidos de la selección de fútbol sub-20 de Inglaterra. White Hart Lane presentó registros de asistencia en la década de 1960 de más de 70,000 espectadores, pero con la colocación de asientos, la capacidad se vio reducida a poco más de 35,000 personas, un número modesto en relación con estadios de otros equipos de la Premier League. El récord de asistencia fue un encuentro de FA Cup el 5 de marzo de 1938 contra el Sunderland con una asistencia de 75,000 personas.

## Jugadores

### Registros
El inglés Harry Kane es actualmente el goleador histórico del club con 280 goles.
El inglés Steve Perryman es el futbolista con más partidos disputados del club con 866.
Nota: Activos en la Institución.
| Goleadores         | Goleadores         | Goleadores         |                    | Presencias         | Presencias         | Presencias |
| ------------------ | ------------------ | ------------------ | ------------------ | ------------------ | ------------------ | ---------- |
| 1.                 | Harry Kane         | 280                | 1.                 | Steve Perryman     | 866                |            |
| 2.                 | Jimmy Greaves      | 266                | 2.                 | Gary Mabbutt       | 611                |            |
| 3.                 | Bobby Smith        | 208                | 3.                 | Pat Jennings       | 590                |            |
| 4.                 | Martin Chivers     | 174                | 4.                 | Tom Morris         | 523                |            |
| 5.                 | Son Heung-min      | 172                | 5.                 | Cyril Knowles      | 506                |            |
| 6.                 | Cliff Jones        | 159                | 6.                 | Glenn Hoddle       | 490                |            |
| 7.                 | Jermain Defoe      | 143                | 7.                 | Son Heung-min      | 454                |            |
| 8.                 | George Hunt        | 138                | 8.                 | Ted Ditchburn      | 452                |            |
| 9.                 | Len Duquemin       | 134                | 9.                 | Hugo Lloris        | 447                |            |
| 10.                | Alan Gilzean       | 133                | 10.                | Alan Gilzean       | 439                |            |
| ver lista completa | ver lista completa | ver lista completa | ver lista completa | ver lista completa | ver lista completa |            |

### Transferencias 2025-26
| Altas          | Altas     | Altas             | Altas    | Altas       |
| Jugador        | Posición  | Procedencia       | Tipo     | Coste       |
| -------------- | --------- | ----------------- | -------- | ----------- |
| Kevin Danso    | Defensa   | RC Lens           | Traspaso | £25.000.000 |
| Luka Vušković  | Defensa   | HNK Hajduk Split  | Traspaso | £11.000.000 |
| Kota Takai     | Defensa   | Kawasaki Frontale | Traspaso | £5.800.000  |
| Mathys Tel     | Delantero | Bayern de Múnich  | Traspaso | £35.000.000 |
| Mohammed Kudus | Delantero | West Ham United   | Traspaso | £63.800.000 |

| Bajas                 | Bajas         | Bajas                 | Bajas         | Bajas       |
| Jugador               | Posición      | Destino               | Tipo          | Coste       |
| --------------------- | ------------- | --------------------- | ------------- | ----------- |
| Fraser Forster        | Portero       | Bandera de ?          | Libre         | £0          |
| Alfie Whiteman        | Portero       | Bandera de ?          | Libre         | £0          |
| Sergio Reguilón       | Defensa       | Bandera de ?          | Libre         | £0          |
| Alfie Dorrington      | Defensa       | Aberdeen FC           | Cesión        |             |
| Pierre-Emile Højbjerg | Mediocampista | Olympique de Marsella | Traspaso      | £13.500.000 |
| Son Heung Min         | Delantero     | Los Ángeles F. C.     | Traspaso      | £26.500.000 |
| Timo Werner           | Delantero     | RB Leipzig            | Fin de cesión |             |
| Alejo Véliz           | Delantero     | CA Rosario Central    | Cesión        |             |

|  |

## Entrenadores
El Tottenham ha tenido un total de 46 entrenadores a lo largo de su historia, contando a los interinos. Todos los técnicos han sido europeos salvo Osvaldo Ardiles, y el director técnico Mauricio Pochettino quien fue entrenador del equipo hasta su marcha el 19 de noviembre de 2019, la gran mayoría, británicos, y Antonio Conte ahora siendo el primer y único entrenador italiano en dirigir el club.
| - 1898 Frank Brettell - 1899 John Cameron - 1907 Fred Kirkham - 1912 Peter McWilliam - 1927 Billy Minter - 1930 Percy Smith - 1935 Wally Hardinge (interino) - 1935 Jack Tresadern - 1938 Peter McWilliam - 1942 Arthur Turner - 1946 Joe Hulme - 1949 Arthur Rowe - 1955 Jimmy Anderson | - 1958 Bill Nicholson - 1974 Terry Neill - 1976 Keith Burkinshaw - 1984 Peter Shreeves - 1986 David Pleat - 1987 Trevor Hartley - 1987 Doug Livermore (interino) - 1987 Terry Venables - 1991 Peter Shreeves - 1992 Doug Livermore - 1992 Ray Clemence - 1993 Osvaldo Ardiles - 1994 Steve Perryman (interino) | - 1994 Gerry Francis - 1997 Chris Hughton (interino) - 1997 Christian Gross - 1998 David Pleat (interino) - 1998 George Graham - 2001 David Pleat (interino) - 2001 Glenn Hoddle - 2003 David Pleat (interino) - 2004 Jacques Santini - 2004 Martin Jol - 2007 Clive Allen (interino) - 2007 Juande Ramos - 2008 Harry Redknapp | - 2012 André Villas-Boas - 2013 Tim Sherwood - 2014 Mauricio Pochettino - 2019 José Mourinho - 2021 Ryan Mason (interino) - 2021 Nuno Espírito Santo - 2021 Antonio Conte - 2023 Cristian Stellini - 2023 Ryan Mason (interino) - 2023 Ange Postecoglou - 2025 Thomas Frank |

## Datos del club

### Denominaciones
A continuación se listan las distintas denominaciones de las que ha dispuesto el club durante su historia:
- Hotspur Football Club NAVIA: (1882-84) Nombre de fundación del equipo.
- Tottenham Hotspur Football Club: (1884-act.) Cambio de nombre para evitar confusiones con otro equipo existente en dicho momento, llamado London Hotspur.

Steve Perryman tiene el récord de presencias con los Spurs, habiendo jugado 854 partidos con el club entre 1969 y 1986, de los cuales 655 fueron por liga. Jimmy Greaves tiene el récord de goles del club, con 266 en 380 partidos de liga, copa y Europa.
El récord de victorias del Tottenham en la liga es un 9-0 contra el Bristol Rovers en la Segunda División, el 22 de octubre de 1977. La victoria récord del club en la Copa se produjo el 3 de febrero de 1960, con un 13-2 sobre el Crewe Alexandra en la FA Cup. La mayor victoria de los Spurs en la máxima categoría se produjo contra el Wigan Athletic el 22 de noviembre de 2009, cuando ganaron por 9-1 con cinco goles de Jermain Defoe. El récord de derrotas del club es un 8-0 ante el 1. FC Köln en la Copa Intertoto el 22 de julio de 1995.
El récord de asistencia a White Hart Lane fue de 75.038 personas el 5 de marzo de 1938 en un partido de Copa contra el Sunderland. Las mayores asistencias registradas en casa fueron en su sede temporal, el estadio de Wembley, debido a su mayor capacidad: 85.512 espectadores acudieron el 2 de noviembre de 2016 al partido de la Liga de Campeones de la UEFA 2016-17 contra el Bayer Leverkusen, mientras que 83.222 asistieron al derbi del norte de Londres contra el Arsenal F. C. el 10 de febrero de 2018, que es la mayor asistencia registrada para cualquier partido de la Premier League.
El club ocupa el puesto número 13 en la clasificación de la UEFA, con un coeficiente de club de 85,0 puntos a partir de abril de 2020.

### Trayectoria y palmarés resumido
Nota: En negrita competiciones activas.
| \| Competición \| Temp. \| P.J. \| P.G. \| P.E. \| P.P. \| G.F. \| G.C. \| Dif. \| Puntos \| Mejor resultado \| \| --------------------------------------------- \| ----- \| ---- \| ---- \| ---- \| ---- \| ---- \| ---- \| ----- \| ------ \| --------------- \| \| Premier League \| 83 \| 3356 \| 1387 \| 818 \| 1151 \| 5592 \| 4708 \| +884 \| 4979 \| Campeón \| \| FA Cup \| 112 \| 435 \| 225 \| 106 \| 104 \| 870 \| 552 \| +318 \| 781 \| Campeón \| \| Community Shield \| 9 \| 9 \| 4 \| 3 \| 2 \| 17 \| 12 \| +5 \| 15 \| Campeón \| \| Copa de la Liga de Inglaterra \| 51 \| 211 \| 125 \| 35 \| 51 \| 413 \| 213 \| +200 \| 410 \| Campeón \| \| \| \| \| \| \| \| \| \| \| \| \| \| Copa de Europa / Liga de Campeones de la UEFA \| 6 \| 55 \| 25 \| 10 \| 20 \| 108 \| 83 \| +25 \| 85 \| Subcampeón \| \| Recopa de Europa de la UEFA \| 6 \| 33 \| 20 \| 5 \| 8 \| 65 \| 34 \| +31 \| 65 \| Campeón \| \| Copa de la UEFA / Liga Europa de la UEFA \| 16 \| 153 \| 88 \| 37 \| 28 \| 315 \| 134 \| +181 \| 301 \| Campeón \| \| Liga Europa Conferencia de la UEFA \| 1 \| 8 \| 3 \| 1 \| 4 \| 14 \| 12 \| +2 \| 10 \| Fase de grupos \| \| Copa Intertoto de la UEFA \| 1 \| 4 \| 1 \| 0 \| 3 \| 3 \| 13 \| -10 \| 3 \| Fase de grupos \| \| Supercopa de la UEFA \| 1 \| 1 \| 0 \| 1 \| 0 \| 2 \| 2 \| +0 \| - \| Subcampeón \| \| Total \| 286 \| 4265 \| 1878 \| 1016 \| 1371 \| 7399 \| 5763 \| +1636 \| 6649 \| 3 títulos \| \| Ver estadísticas completas \| \| \| \| \| \| \| \| \| \| \| Estadísticas actualizadas hasta el último partido jugado el 9 de abril de 2022. Fuentes: UEFA. |       |      |      |      |      |      |      |       |        |                 |
| Competición | Temp. | P.J. | P.G. | P.E. | P.P. | G.F. | G.C. | Dif.  | Puntos | Mejor resultado |
| Premier League | 83    | 3356 | 1387 | 818  | 1151 | 5592 | 4708 | +884  | 4979   | Campeón         |
| FA Cup | 112   | 435  | 225  | 106  | 104  | 870  | 552  | +318  | 781    | Campeón         |
| Community Shield | 9     | 9    | 4    | 3    | 2    | 17   | 12   | +5    | 15     | Campeón         |
| Copa de la Liga de Inglaterra | 51    | 211  | 125  | 35   | 51   | 413  | 213  | +200  | 410    | Campeón         |
| |       |      |      |      |      |      |      |       |        |                 |
| Copa de Europa / Liga de Campeones de la UEFA | 6     | 55   | 25   | 10   | 20   | 108  | 83   | +25   | 85     | Subcampeón      |
| Recopa de Europa de la UEFA | 6     | 33   | 20   | 5    | 8    | 65   | 34   | +31   | 65     | Campeón         |
| Copa de la UEFA / Liga Europa de la UEFA | 16    | 153  | 88   | 37   | 28   | 315  | 134  | +181  | 301    | Campeón         |
| Liga Europa Conferencia de la UEFA | 1     | 8    | 3    | 1    | 4    | 14   | 12   | +2    | 10     | Fase de grupos  |
| Copa Intertoto de la UEFA | 1     | 4    | 1    | 0    | 3    | 3    | 13   | -10   | 3      | Fase de grupos  |
| Supercopa de la UEFA | 1     | 1    | 0    | 1    | 0    | 2    | 2    | +0    | -      | Subcampeón      |
| Total | 286   | 4265 | 1878 | 1016 | 1371 | 7399 | 5763 | +1636 | 6649   | 3 títulos       |
| Ver estadísticas completas |       |      |      |      |      |      |      |       |        |                 |

## Palmarés

### Torneos nacionales (22)
| Competiciones nacionales               | Títulos                                                                 | Subcampeonatos                               |
| -------------------------------------- | ----------------------------------------------------------------------- | -------------------------------------------- |
| Primera División (2/5)                 | 1950-51, 1960-61.                                                       | 1921-22, 1951-52, 1956-57, 1962-63, 2016-17. |
| FA Cup (8/1)                           | 1900-01, 1920-21, 1960-61, 1961-62, 1966-67, 1980-81, 1981-82, 1990-91. | 1986-87.                                     |
| Copa de la Liga (4/5)                  | 1970-71, 1972-73, 1998-99, 2007-08.                                     | 1981-82, 2001-02, 2008-09, 2014-15, 2020-21. |
| Community Shield (7/2)                 | 1921, 1951, 1961, 1962, 1967*, 1981*, 1991*.                            | 1920, 1982.                                  |
| Sheriff of London Charity Shield (1/0) | 1902.                                                                   |                                              |
|                                        |                                                                         |                                              |
| Segunda División (2/2)                 | 1919-20, 1949-50.                                                       | 1908-09, 1932-33.                            |

(*) Título compartido.

### Torneos internacionales (4)
| Competiciones internacionales      | Títulos                    | Subcampeonatos |
| ---------------------------------- | -------------------------- | -------------- |
| Liga de Campeones de la UEFA (0/1) |                            | 2018-19.       |
| Liga Europa de la UEFA (3/1)       | 1971-72, 1983-84, 2024-25. | 1973-74.       |
| Supercopa de la UEFA (0/1)         |                            | 2025           |
| Recopa de la UEFA (1/0)            | 1962-63.                   |                |

### Palmarés total
| Tottenham Hotspur F. C.                                                      | 2 | 8 | 4 | 7 | 3 | 1 | 25 |
| Datos actualizados a la consecución del último título el 21 de mayo de 2025. |   |   |   |   |   |   |    |

## Apoyo
Tottenham tiene una gran base de aficionados en el Reino Unido, en su mayoría provenientes del norte de Londres y los Home counties. Sin embargo, las cifras de asistencia a sus partidos en casa han fluctuado a lo largo de los años. Entre 1950 y 1962, Tottenham tuvo la asistencia promedio más alta en Inglaterra en cinco ocasiones. Tottenham ocupó el noveno lugar en asistencias promedio para la temporada 2008-09 de la Premier League, y el undécimo lugar para todas las temporadas de la Premier League. En la temporada 2017-18 cuando Tottenham utilizó Wembley como su campo local, tuvo la segunda asistencia más alta en la Premier League. También posee el récord de asistencia en la Premier League, con 83,222 asistentes al North London derby el 10 de febrero de 2018. Entre los seguidores históricos del club se incluyen figuras como el filósofo Alfred Jules Ayer. Hay muchos clubes oficiales de seguidores ubicados en todo el mundo, mientras que un club independiente de seguidores, el Tottenham Hotspur Supporters' Trust, es reconocido oficialmente por el club como el organismo representativo de los seguidores de Spurs.

### Rivalidades
Los seguidores del Tottenham tienen rivalidades con varios clubes, principalmente dentro del área de Londres. La más feroz de estas es con los rivales del norte de Londres Arsenal. La rivalidad comenzó en 1913 cuando Arsenal se mudó del Manor Ground, Plumstead a Arsenal Stadium, Highbury, y esta rivalidad se intensificó en 1919 cuando Arsenal fue promovido inesperadamente a la Primera División, tomando un lugar que Tottenham creía que debía ser suyo.
Tottenham también comparte rivalidades notables con otros clubes londinenses Chelsea y West Ham United. La rivalidad con Chelsea es secundaria en importancia a la que tiene con Arsenal y comenzó cuando Tottenham venció a Chelsea en la 1967 FA Cup Final, la primera final totalmente londinense. Los fanes de West Ham ven a Tottenham como un amargo rival, aunque la animosidad no es correspondida en la misma medida por los fanes de Tottenham.

## Equipos filiales

### Sección femenina
El equipo femenino de Tottenham fue fundado en 1985 como Broxbourne Ladies. Comenzaron a usar el nombre de Tottenham Hotspur para la temporada 1991-92 y jugaron en la Liga Regional de Fútbol Femenino de Londres y el Sureste (entonces cuarto nivel del juego). Ganaron el ascenso después de liderar la liga en 2007-08. En la temporada 2016-17 ganaron la División Sur de la Premier League Femenina de la FA y un playoff posterior, logrando el ascenso a la FA Women's Super League 2.
El 1 de mayo de 2019, Tottenham Hotspur Ladies ganó el ascenso a la Women's Super League con un empate 1–1 en Aston Villa, lo que confirmó que terminarían en segundo lugar en el Campeonato. Tottenham Hotspur Ladies cambió su nombre a Tottenham Hotspur Women en la temporada 2019-20.
Tottenham Hotspur Women anunció la contratación de Cho So-hyun el 29 de enero de 2021. Con su homólogo masculino coreano Son Heung-min ya en el club, esto le dio a Spurs la rara distinción de tener a ambos capitanes del Equipo Nacional Coreano de hombres y mujeres en un mismo club.